# Воля-Блендовська (Новодворський повіт)
Воля-Блендовська (пол. Wola Błędowska) — село в Польщі, у гміні Помехувек Новодворського повіту Мазовецького воєводства.
Населення — 63 особи (2011).
У 1975-1998 роках село належало до Варшавського воєводства.

## Демографія
Демографічна структура станом на 31 березня 2011 року:
|          | Загалом | Допрацездатний вік | Працездатний вік | Постпрацездатний вік |
| -------- | ------- | ------------------ | ---------------- | -------------------- |
| Чоловіки | 30      | 5                  | 21               | 4                    |
| Жінки    | 33      | 7                  | 23               | 3                    |
| Разом    | 63      | 12                 | 44               | 7                    |